# Cesare Gennari
 Cesare Gennari est un peintre italien, né à Cento, le 12 décembre 1637 et mort à Bologne le 11 février 1688.

## Biographie
Fils d'Ercole Gennari et de Lucia Barbieri, mariés en 1628, il est baptisé dans l'église collégiale de San Biagio, à Cento, le 12 décembre 1637. Tout comme son frère aîné Benedetto Gennari (Cento, 1633 - Bologne, 1715), il apprendra la peinture d'abord avec son père, puis avec son oncle Le Guerchin, dont il fut l'assistant et dont imitera le style, ainsi qu'avec son frère Benedetto.
À la mort du Guerchin en 1666, il hérite avec son frère Benedetto de la succession de l'oncle et de son atelier.
Il épousa Francesca Ripa qui lui donna deux fils : Giovan Francesco et Filippo
Il est mort le 11 février 1688, et aucun de ses fils n'a continué le métier. Son fils, Giovan Francesco, était le père de Carlo Gennari, peintre amateur, mort en 1790.

## Collections publiques
En France
- Paris, École nationale supérieure des beaux-arts :
  - Vierge à l'Enfant, huile sur toile[2]
  - Le mariage de la Vierge, huile sur toile[3]
- Paris, Département des Arts graphiques du musée du Louvre :
  - Allégorie de l'Hiver, sanguine[4]
  - Allégorie, avec une femme assise avec un enfant debout à sa droite, sanguine[5]
  - Demi-figure de femme accoudée, lisant, et un enfant, plume, encre brune[6]
  - Femme implorant un cardinal, sanguine[7]
  - La Vierge à l'Enfant apparaît à saint Nicolas de Bari, encre sur papier[8]
- Villeneuve-lès-Avignon, chartreuse Notre-Dame-du-Val-de-Bénédiction[note 2] :
  - L'Annonciation, huile sur toile
  - La Nativité, huile sur toile
  - l'Adoration des Mages, huile sur toile

En Italie
- Bologne, basilique San Domenico : Santa Rosa de Lima, huile sur toile
- Bologne, basilique San Martino :
  - Sainte Marie-Magdeleine de Pazzi, 1669, huile sur toile
  - Sainte Marie-Magdeleine de Pazzi, entre Alberto et Andrea Corsini, saints, huile sur toile
- Cento, pinacothèque civique : Madeleine pénitente, 1662, huile sur toile
- Rome, Galerie nationale d'art ancien : Allégorie de la peinture, huile sur toile

## Galerie

Œuvres de Cesare Gennari
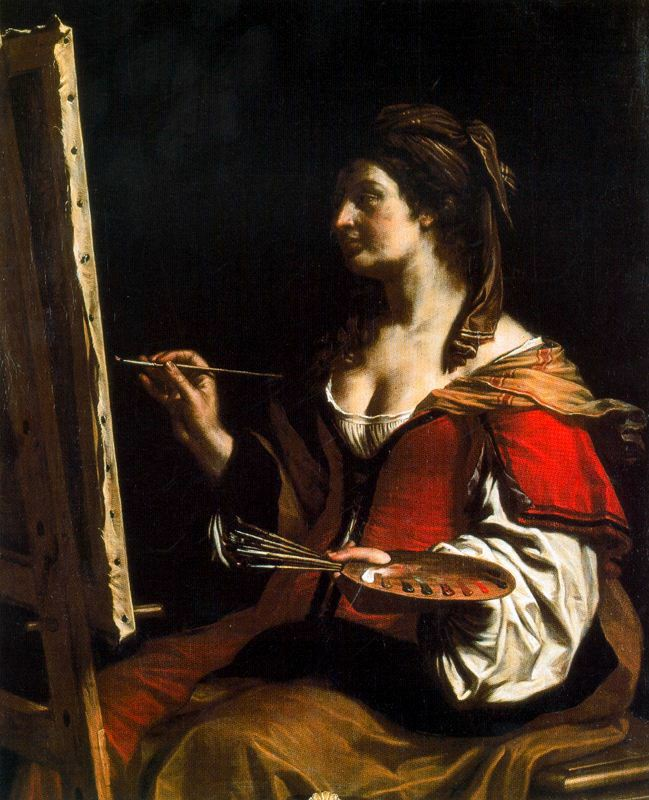
Allégorie de la peinture, Rome, Galerie nationale d'art ancien.
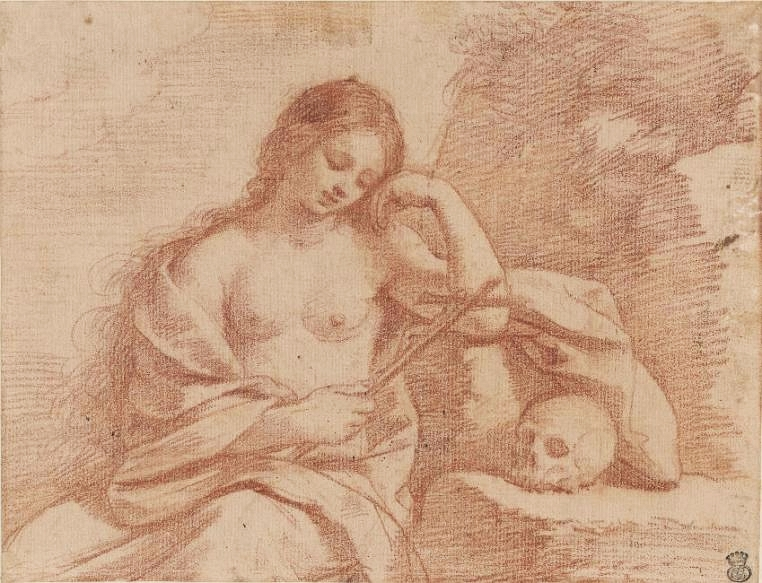
Madeleine pénitente, musée national de Varsovie.
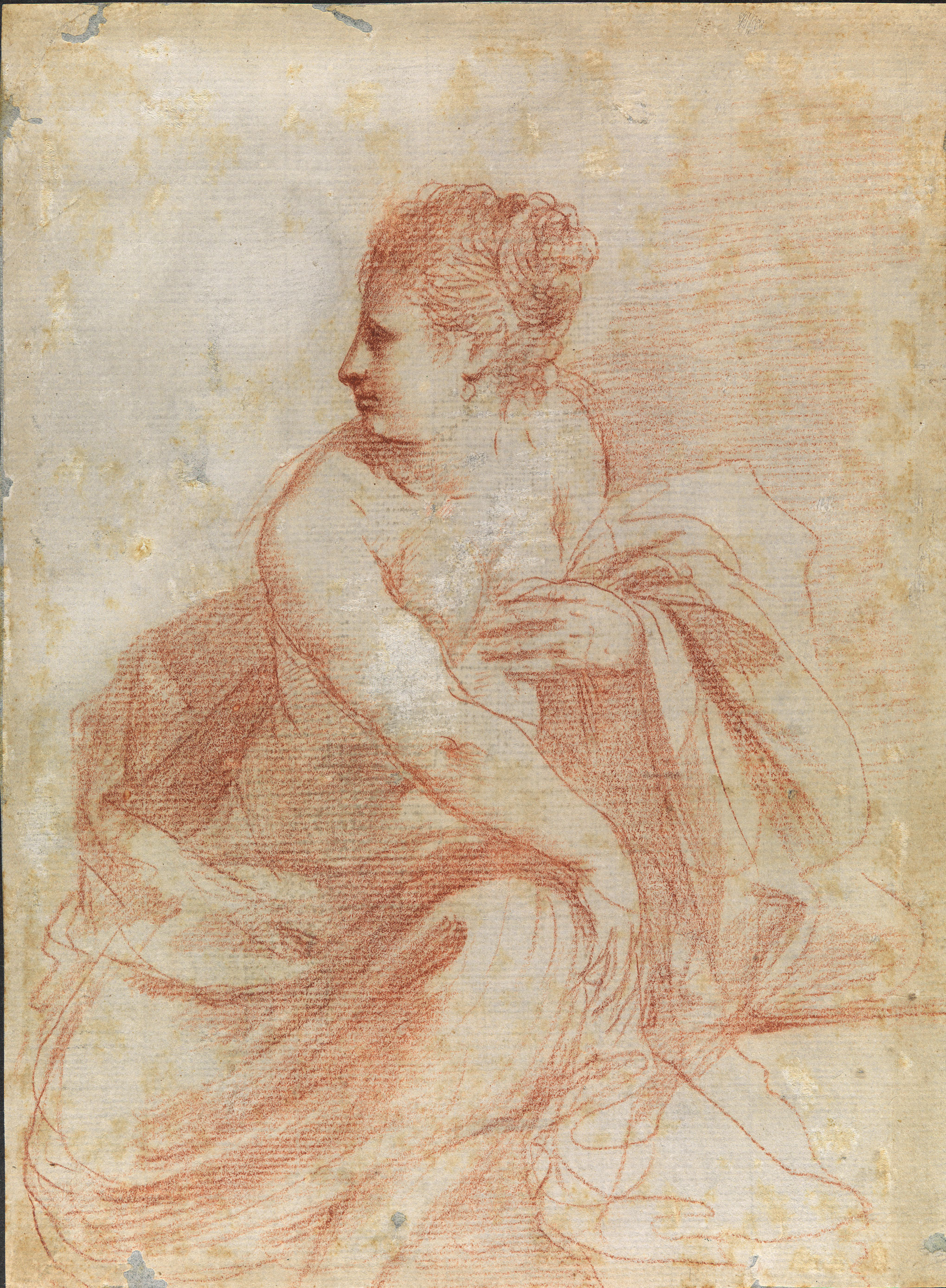
Étude de femme, Rio de Janeiro, bibliothèque nationale.

## Élèves
- Ercole Gaetano Bertuzzi
- Giuseppe Maria Figatelli (1639-1703)
- Simon Gionima (1656- ?)[9]
- Aureliano Milani
- Anna Teresa Messieri (1669?, fl. 1684)[10]